# Fábio Audi
Fábio Audi (Itapira, 9 de dezembro de 1987) é um ator e produtor cinematográfico brasileiro.

## Carreira
Graduou-se em teatro pela Escola Superior de Artes Célia Helena, e em cinema pela Fundação Armando Álvares Penteado (FAAP), ambas de São Paulo. Obteve projeção por sua atuação no curta-metragem Eu Não Quero Voltar Sozinho, dirigido por Daniel Ribeiro, em 2010 vivendo o personagem Gabriel. Voltou a representar o mesmo personagem na versão em longa-metragem do filme, Hoje Eu Quero Voltar Sozinho, também de Daniel Ribeiro, lançada em 2014. Em 2014, estreia na televisão na novela das sete Alto Astral de autoria de Daniel Ortiz na TV Globo, vivendo o jornalista Heitor.

## Vida pessoal
O ator namorou com o também ator Jesuíta Barbosa, o romance havia iniciado em 2014 e chegou ao fim em 2021.

## Filmografia

### Cinema
| Ano  | Título                       | Personagem | Nota(s)        |
| ---- | ---------------------------- | ---------- | -------------- |
| 2010 | Eu Não Quero Voltar Sozinho  | Gabriel    | Curta-metragem |
| 2012 | Para Poder Parar o Tempo     | Nenhum     | Produtor       |
| 2014 | Hoje Eu Quero Voltar Sozinho | Gabriel    |                |
| 2016 | Love Snaps                   | Fábio      | Curta-metragem |
| 2017 | Febre                        | Marcos     | Curta-metragem |
| 2020 | Vou Nadar Até Você           | Caco       | [ 6 ]          |

### Televisão
| Ano  | Título      | Personagem             | Nota(s)                    |
| ---- | ----------- | ---------------------- | -------------------------- |
| 2014 | Alto Astral | Heitor Santana Peixoto |                            |
| 2017 | Sob Pressão | Cadú Gerchman          | Episódio: "19 de novembro" |

### Vídeo musical
| Ano  | Canção     | Artista       |
| ---- | ---------- | ------------- |
| 2017 | "Me Adora" | César Lacerda |

## Prêmios e indicações
| Ano  | Prêmio                              | Categoria        | Trabalho                     | Resultado | Ref.   |
| ---- | ----------------------------------- | ---------------- | ---------------------------- | --------- | ------ |
| 2014 | Prêmio For Rainbow                  | Melhor Ator      | Hoje Eu Quero Voltar Sozinho | Venceu    | [ 8 ]  |
| 2015 | Prêmio Guarani de Cinema Brasileiro | Revelação do Ano | Hoje Eu Quero Voltar Sozinho | Indicado  | [ 10 ] |
| 2015 | Prêmio Contigo! de TV               | Revelação da TV  | Alto Astral                  | Indicado  | [ 11 ] |